# Dreißigster
Unter dem Dreißigsten versteht man im Erbrecht der Bundesrepublik Deutschland die Verpflichtung des Erben, bestimmten Familienangehörigen des Erblassers in den ersten 30 Tagen nach dem Eintritt des Erbfalls Unterhalt zu gewähren.
Diese Unterhaltsverpflichtung folgt aus § 1969 BGB. Nach dieser Regelung muss es sich bei den vorgenannten Familienangehörigen des Erblassers um Personen handeln, die zum Zeitpunkt seines Todes dessen Hausstand angehört und von ihm Unterhalt bezogen haben. Der Erbe ist in diesem Fall verpflichtet, für 30 Tage nach dem Tod des Erblassers in demselben Umfang Unterhalt zu gewähren, wie der Erblasser es getan hat, wobei der Erblasser durch letztwillige Verfügung eine abweichende Regelung treffen kann.
Die Regelung des Dreißigsten findet sich schon im Sachsenspiegel von Eike von Repgow und ist somit mindestens 700 Jahre alt.
„Danach muß die Frau mit dem Erben alle im Hofe vorhandenen Speisevorräte, die nach dem Dreißigsten übrigbleiben, halbteilen, in jedem Hof ihres Mannes oder wo immer er sie in seinem Besitz hatte.“